# Spathochus coyei
Spathochus coyei är en skalbaggsart som beskrevs av Sylvain Auguste de Marseul 1864. Spathochus coyei ingår i släktet Spathochus och familjen stumpbaggar. Inga underarter finns listade i Catalogue of Life.